# Total Chaos

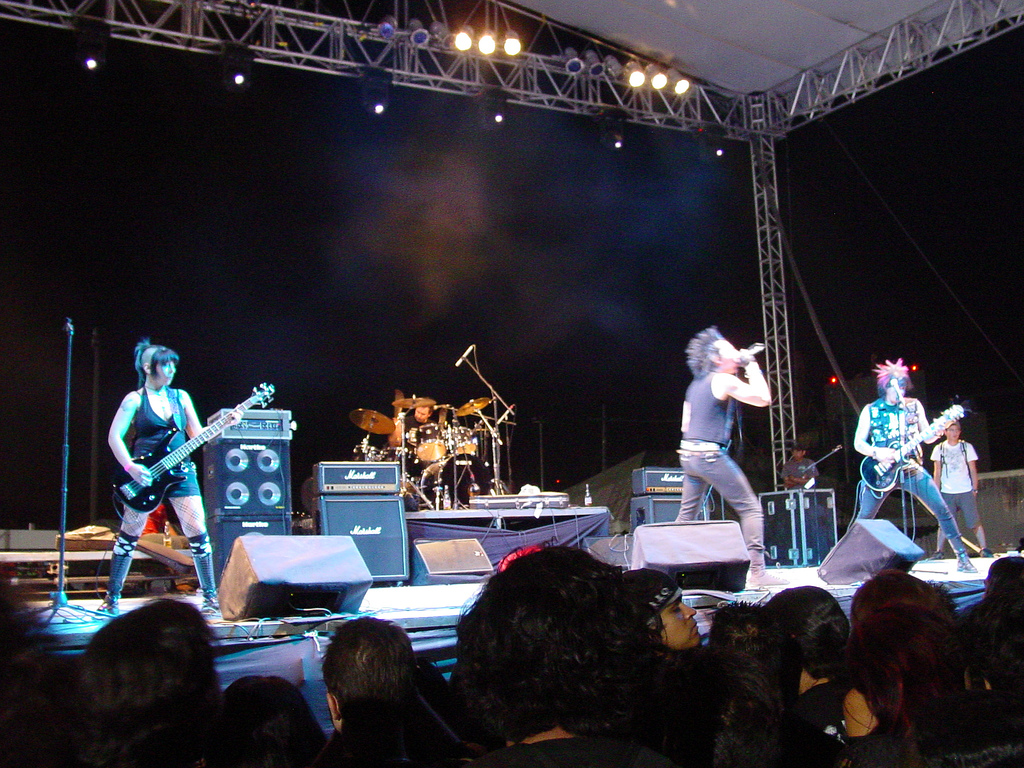
Total Chaos a Mèxic el 2007

Total Chaos és un grup californià de música punk hardcore format a Pomona el 1989.
El vocalista principal, Rob Chaos, és copropietari de la discogràfica SOS Records la qual ha publicat àlbums clàssics de punk i Oi! de bandes com The Exploited, Vice Squad, Sham 69, Conflict, The Adicts i Abrasive Wheels, entre d'altres. En col·laboració amb Jay Lee del grup Resist and Exist, Total Chaos ha endegat iniciatives com United Valley Punks, Orange County Peace Punks, Alternative Gathering Collective i Food Not Bombs, va ajudar a obrir el Centre Anarquista de Los Angeles i va donar suport a la Reserva de la Gran Muntanya Índia.

## Discografia

### Àlbums d'estudi
- We Are the Future, We Are the Punks (1993)[3]
- Pledge of Defiance (Epitaph Records, 1994)
- Patriotic Shock (1995)
- Anthems from the Alleyway (1996)
- In God We Kill (1999)
- Punk Invasion (2001)
- Freedom Kills (2005)
- Avoid All Sides (2007)
- Battered and Smashed (2011)
- World of Insanity (2015)

### EP
- Punk Invasion (Demo, 1991)
- Nightmares (1992)
- D. U. I: Drunk Unemployed Incarcerated (2002)
- Years of... Chaos (2006)
- Street punx (2017)

### Recopilatoris
- Early Years 89-93 (2000)
- The Feedback Continues 1990-1992 (2006)
- 17 Years of... Chaos (2006)